# Baars (gehucht)
 Baars  is een gehucht in de gemeente Steenwijkerland, in de Nederlandse provincie Overijssel. Het gehucht is gelegen in de Kop van Overijssel ten noordwesten van Steenwijk en ten oosten van de rijksweg A32.
Ten zuiden van Baars ligt er naast de snelweg het geologisch monument Wolterholten.